# Эз (река)
Эз (фр. L'Èze) — река на юге Франции в департаментах Воклюз и Буш-дю-Рон региона Прованс — Альпы — Лазурный Берег. Приток Дюранса.

## География

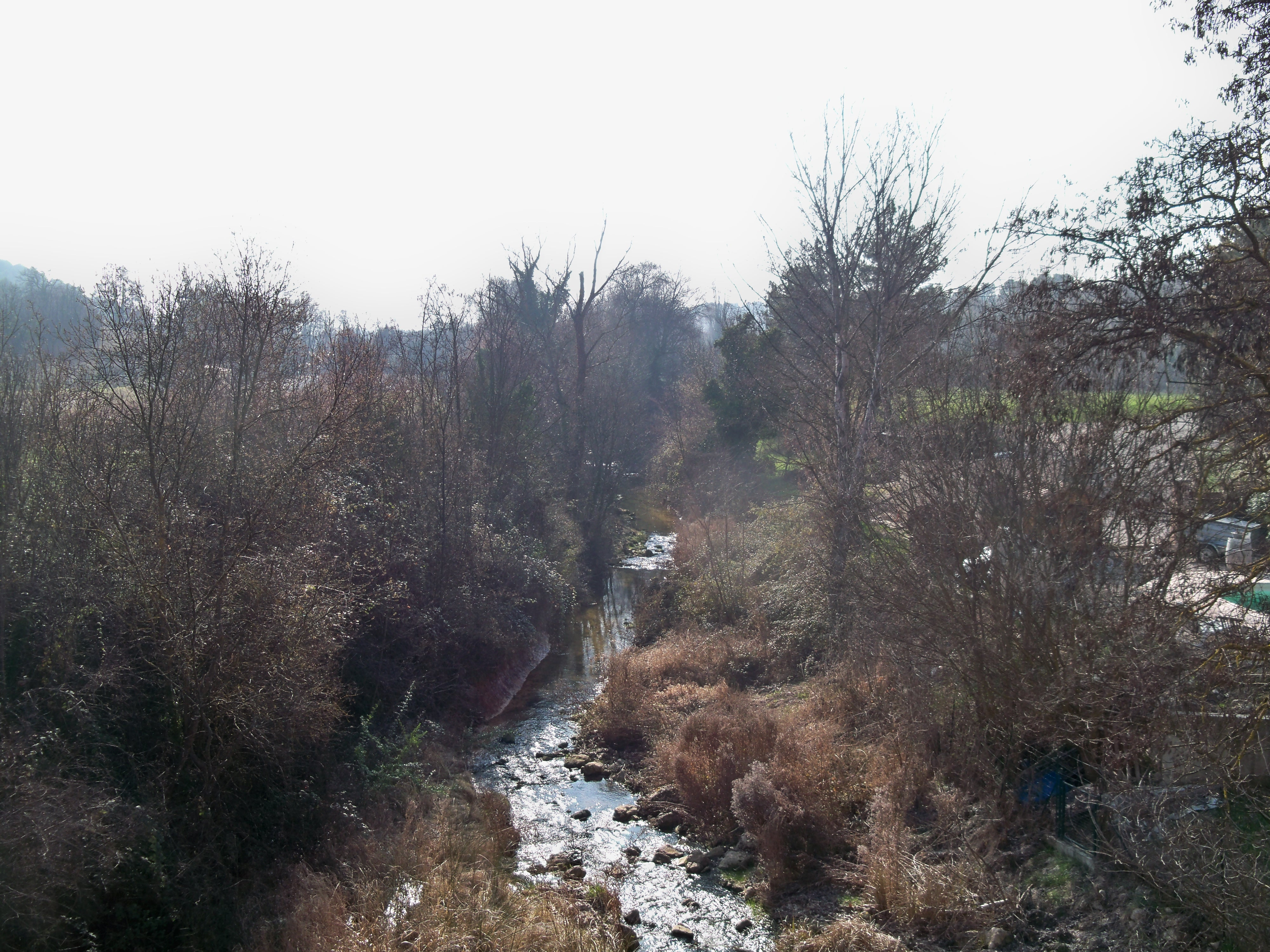
Эз в окрестностях Грамбуа (Воклюз).

Эз берёт начало у коммуны Ла-Бастид-де-Журдан, где также называется долиной Деван. Источник находится у подножия Люберона в центре лесного массива в месте, называемом Пье-де-Гаш, на высоте 530 м над уровнем моря. Течёт с северо-востока на юго-запад. Впадает в Дюранс у Ле-Пюи-Сент-Репарад департамента Буш-дю-Рон. Протяжённость реки — 24,3 км.

## Притоки
- ручей Пегаресс
- Ручей де Сен-Панкрас
- ручей дез-Эрмитан
- ручей Комб
- ручей Гран-дю-Тор
- ручей Валлон-де-Вомаль
- Ле-Рьу
- Валла-де-Кайу
- Л'Ургуз

## Пересекаемые коммуны
Эз пересекает территорию 7 коммун в двух департаментах.
В департаменте Воклюз:
- Ла-Бастид-де-Журдан (источник)
- Бомон-де-Пертюи
- Грамбуа
- Ла-Тур-д'Эг
- Витроль-ан-Люберон
- Пертюи

В департаменте Буш-дю-Рон:
- Ле-Пюи-Сент-Репарад (впадение в Дюранс)